# Eparchia pokrowska
Eparchia pokrowska – jedna z eparchii Rosyjskiego Kościoła Prawosławnego, z siedzibą w Engelsie. Należy do metropolii saratowskiej. Nazwa administratury nawiązuje do dawnej nazwy miasta Engels – Pokrowsk.
Erygowana przez Święty Synod Rosyjskiego Kościoła Prawosławnego 5 października 2011 poprzez wydzielenie z eparchii saratowskiej i wolskiej. Obejmuje terytorium części rejonów obwodu saratowskiego. 
24 marca 2022 r. z eparchii pokrowskiej wydzielono nową administraturę – eparchię bałakowską.

## Biskupi pokrowscy
- Pachomiusz (Bruskow), 2011-2022[3]
- Tomasz (Demczuk), od 2023[4]